# Землетрясение в Милпитас (2010)
Землетрясение в Милпитас (2010), также известное как Землетрясение в области залива Сан-Франциско (2010) магнитудой 4,1 произошло 7 января 2010 года в 18:09:35 (UTC) в районе залива Сан-Франциско, в 11 км к востоку-северо-востоку от ближайшего населённого пункта Милпитас, в 13 км к северу от Алум Рок. Гипоцентр землетрясения располагался на глубине 10,8 километров. В результате землетрясения сведений о жертвах и разрушениях не поступало.

## Тектонические условия региона

### Разлом Калаверас
Разлом Калаверас является основной ветвью системы разломов Сан-Андреас, которая расположена в северной Калифорнии в районе залива Сан-Франциско. Сейсмическая активность на разных участках разлома вызывает умеренные и сильные землетрясения, а также сейсмическую ползучесть. Это в основном правосторонний сдвиговый разлом. В отчёте рабочей группы 2003 года разлом был разделен на три части. Северный сегмент разлома Калаверас фактически заблокирован, и этот участок разлома движется со скоростью от 2 до 3 мм в год. На южном конце своего центрального участка он движется со скоростью около 14 мм в год, а в северной части, на пересечении с разломом Хейворда скорость движения грунтов падает до 6 мм в год.
В северной части центрального сегмента разлома Калаверас землетрясение магнитудой 5,4 в последний раз произошло в октябре 2007 года. Исторически южная половина центрального сегмента разлома Калаверас была наиболее сейсмически активным сегментом разлома. Здесь случилось землетрясение магнитудой 6,2 в 1984 году и землетрясение магнитудой 6,2 в 1911 году. Землетрясение на озере Койот магнитудой 5,9 в 1979 году случилось южнее этих двух землетрясений. Поскольку его скорость ползучести почти совпадает с общей скоростью движения горных пород в разломе, широко распространено мнение, что этот участок разлома не способен к землетрясению с магнитудой, намного большей, чем землетрясение Морган Хилл 1984 года.
Северный сегмент разлома Калаверас имеет небольшую микросейсмичность, что согласуется с его низкой скоростью ползучести от 2 до 3 мм в год и почти фиксированным поведением. В отчёте рабочей группы за 2007 год установлен интервал повторения землетрясений в этом северном сегменте в 465 ± 130 лет. Однако всё, что мы знаем о дате последнего разрушительного землетрясения, это то, что оно случилось до 1776 года.
В 2003 году рабочая группа определила 11% вероятность того, что в разломе Калаверас в течение следующих 30 лет произойдет землетрясение магнитудой 6,7 или более.

### Форшок
Перед основным сейсмическим ударом в этом регионе произошёл сейсмический толчок магнитудой 2,8.

## Последствия
Землетрясение произошло практически под водохранилищем Калаверас, однако сообщений о его повреждениях не поступало. Выдержала и 85-летняя земляная плотина на этом водохранилище. Землетрясение ощущалось в Сан-Франциско, по всей Южной бухте и Восточной бухте от Плезантона, до Уолнат-Крика и Ричмонда на севере. Из посетителей веб-сайта Геологической службы США (USGS), сообщивших, что они почувствовали землетрясение, большинство были из районов Милпитас, Фримонт, Плезантон и Ливермор. Работники железнодорожных компаний VTA и BART осмотрели железнодорожные пути, чтобы убедиться в их безопасности.
Сообщений о жертвах и разрушениях не поступало.

### Афтершоки
По данным USGS, после первоначального толчка произошло не менее 10 толчков, магнитудой от 1,5 до 2,3.